# جيلاوديووس
جيلاوديووس (بالإنجليزية: Gelawdewos)‏ (بالجعزية: ገላውዴዎስ)‏ (1521/1522 - 23 مارس 1559) كان إمبراطور إثيوبيا السادس والعشرين من السلالة السليمانية. تم تنصيبه إمبراطورًا ولقبه الملكي (((بالجعزية: አጽናፍ ሰገድ)‏ أسنف ساغد الأول)، وهو الابن الأصغر من أبناء دويت الثاني.

## مزيد من القراءة
- Richard K. P. Pankhurst. The Ethiopian Royal Chronicles. Addis Ababa: Oxford University Press, 1967.

| سبقه دويت الثاني | إمبراطور إثيوبيا 1540–1559 | تبعه ميناس |